# Kenneth Kvarnström

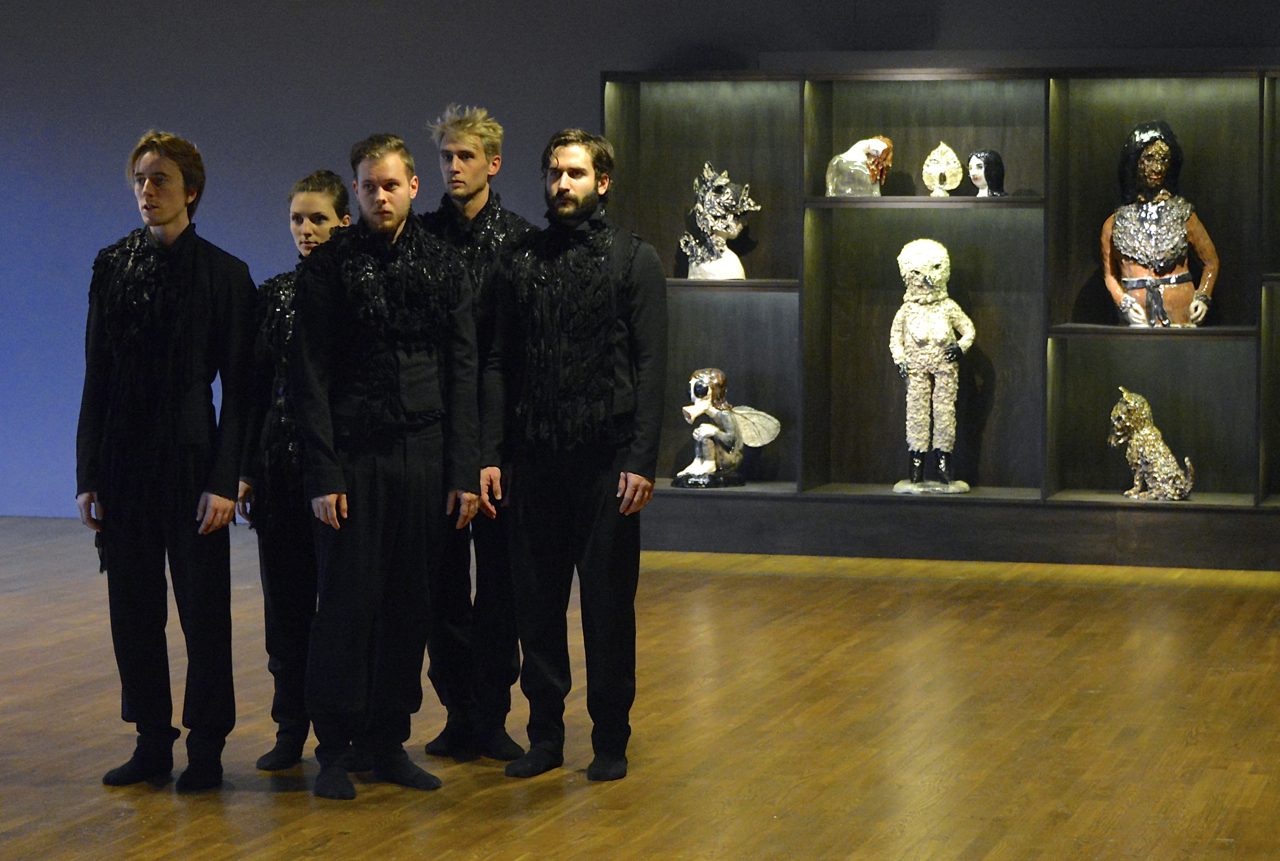
Danskompaniet K Kvarnström & Co under öppet hus på Kulturhuset Stadsteatern i Stockholm i samband med 40-årsfirandet den 29 november 2014.

Ulf Kenneth Kvarnström, född 3 februari 1963 i Karis i Finland, är en finlandssvensk koreograf, dansare, professor och teaterchef. 

## Biografi
Kenneth Kvarnström räknas som en av Nordens främsta koreografer inom modern dans och har genom åren delat sin arbetstid mest mellan Sverige och Finland. Kvarnströms formspråk med dansverk "för det undermedvetna" har rönt stor internationell framgång till exempel med uppsättningar som Splitvision (2000) och Mercury (2009). Med verket Orelob deltog han i Göteborgsoperans baletts program med tre koreografer, 3 x Boleró, 2008. Han har gjort verk för ett flertal kompanier, såsom Finlands nationalbalett, Cullbergbaletten, Skånes Dansteater, Kungliga Baletten, Göteborgsoperans balett och för TV. 2003 erhöll han Cullbergstipendiet.
Han hade först tänkt bli arkitekt, innan han i stället valde att utbilda sig till dansare vid i Balettakademien och Danshögskolan Stockholm. Där medverkade han bland annat i ett stycke svensk danshistoria som en av tre dansare i Per Jonssons omtalade verk Schakt, som även gjordes för Sveriges Television 1987. I utbildningens efterföljd grundade han 1987 också det egna danskompaniet K Kvarnström & Co för eget koreografiskt arbete, vars produktioner har spelats runt om i världen. 

### Chefsuppdrag och professurer
1991-92 ansvarade han för dansutbildningen vid Teaterhögskolan i Helsingfors och var 1993-94 professor i koreografi vid samma skola.  Han arbetade också med Kuopio dansfestival. 1996-97 blev han konstnärlig ledare för Helsingfors stadsteaters danskompani; sedermera Helsinki Dance Company. 
2004-07 var han uppmärksammad som chef för Dansens hus i Stockholm, då han breddade dansrepertoaren i huset med nyare former som streetdance och en mer ungdomsinriktad kultur, vilket gav gensvar i bland annat rekordhöga publiksiffror. Efter sin chefstid fick han efter flera år återuppta sin koreografiska verksamhet våren 2008 med en nyuppsättning på Helsingfors stadsteater av hans bejublade verk "no-no" från 1996, detta tillsammans med Helsinki Dance Company. I ett samarbete mellan helsingforskompaniet och hans eget kompani var han 2010-12 dess huskoreograf i Helsingfors. 2008 utnämndes han till konstnärsprofessors namn av finska staten.
2013 tillträdde han återigen en chefstjänst, nu vid den nya stora kulturinstitutionen Kulturhuset Stadsteatern i Stockholm, som dess förste danschef någonsin. Detta inledde en ambitiös repertoarplan med omkring 100 dansföreställningar årligen.

## Priser och utmärkelser
- 1996 – Kulturpris, Finska staten
- 2003 – Cullbergstipendiet
- 2008 – Svenska teaterkritikers förenings danspris
- 2011 – Pro Finlandia-medaljen
- 2016 – Per Ganneviks stipendium
- 2022 – Stockholms Cullbergpris[1]

## Verköversikt (ej komplett)
- Sofa( r ) (2014)
- YOUYOUYOU (2014)[2]
- Come back (to me) (2012)
- Mercury (2009)
- No-no (2008)
- OreloB (2008)
- Blind me (2003)
- Feel My Breath (2002)
- Fragile (2001)
- SPLITVISION (2000)
- 325,4 Kg (1999)
- No 3 (1997)
- 108 DB (1997)
- No-no (1996)
- XXX (1995)
- ...and the angels began to scream. (1995)
- Duo (Kvarnström) (1994)
- Blood Angel (1994)
- Digger Dog (1993)
- Neste (1993)
- Carmen?! (1993)
- Nuorena säikähtänyt (1992)
- Voyeur (1992)
- ...that was all I wanted, so I stuck my finger in his eye... (1991)
- Solo 1991 (1991)
- Solo 1990 (1990)
- Glaciär (1990)
- EXHIBO (1990)
- La Passion Selon Jean (1989)
- XXX (solo) (1989)
- Revolve (1989)
- Clair de Lune (1988)
- Amor-X (1988)
- October (1988)
- 560710 (1987)
- YE E HA (1987)

## Filmografi
- 1993 – Sökarna